# Place du Général-de-Gaulle (Gagny)
Pour les articles homonymes, voir Place du Général-de-Gaulle.
La place du Général-de-Gaulle est un carrefour central de Gagny.

## Situation et accès
Se rencontrent sur cette place l'avenue Jean-Jaurès, l'avenue Henri-Barbusse, la rue du Général-Leclerc, la rue Jules-Guesde et la rue Aristide-Briand. Elle est traversée par le tracé de l'ancienne route nationale 370.
Sa desserte se fait par la gare de Gagny.

## Origine du nom

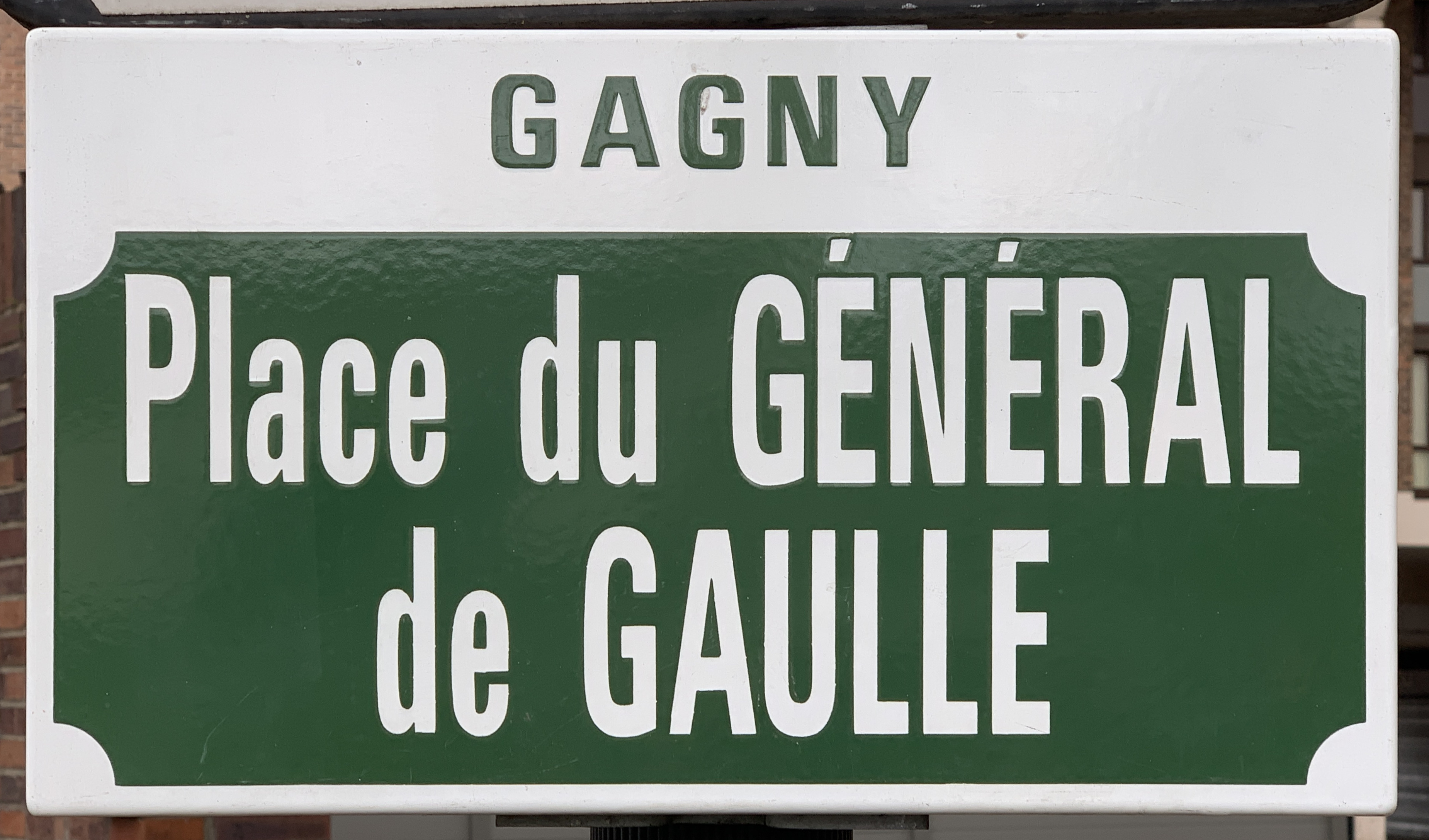
Place du Général-de-Gaulle

Cette voie rend honneur à Charles de Gaulle (1890-1970), général, chef de la France libre et président de la République française de 1959 à 1969.

## Historique

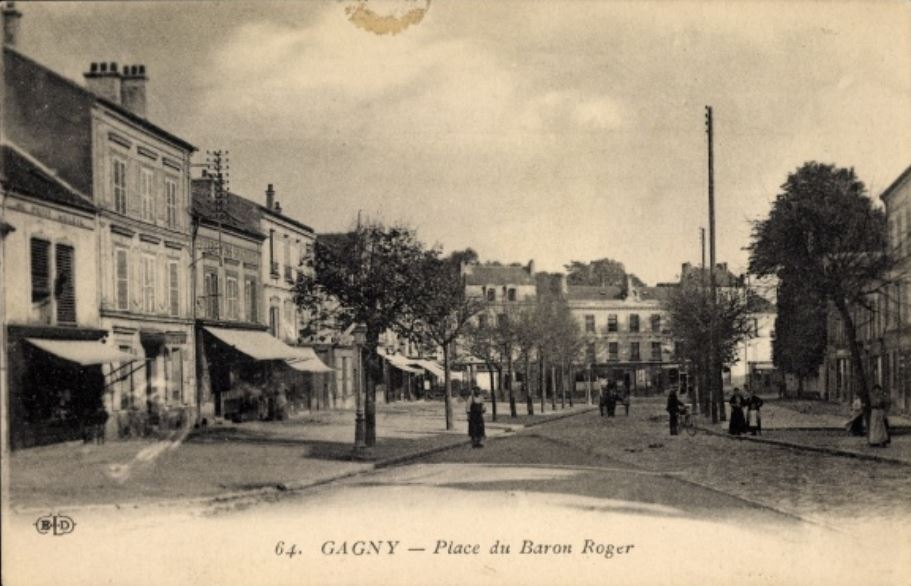
Gagny, place du Baron-Roger.

Cette place était autrefois une grande esplanade appelée place du Marché. Il s'y tenait trois fois par semaine un marché où se rendaient les agriculteurs des environs. Elle prit ensuite le nom de place du Baron-Roger du nom de Daniel Roger du Nord, maire de la ville de 1815 à 1827, et bienfaiteur de la population. 
En 1870, le conseil municipal jugea inconvenant que le lieu de réunion de la mairie ne se trouvât qu'au premier étage d’un café. Il prit alors la décision de construire un hôtel de ville sur cette place, édifice qui fut inauguré la même année.
Dans les années 1930, les plus anciennes demeures furent démolies et remplacées par un bâtiment en briques servant de caserne des pompiers et de commissariat de police. En 1970, nombre de petits commerces logés dans des maisons vétustes furent détruits à leur tour pour être remplacés par des bâtiments résidentiels. Une nouvelle transformation eut lieu en 1981 qui modifia profondément la physionomie de cet endroit, lorsqu'y fut élevé un ensemble architectural comprenant une poste, le marché couvert dit Marché du Centre ainsi que des logements sociaux.
C'est le 19 novembre 1970 que le Conseil Municipal a décidé de donner le nom de Charles de Gaulle à cette place. Le vote se déroula à scrutin secret à 12 voix contre 8 . L'inauguration de la nouvelle place eut lieu le 20 juin 1971.
.

## Bâtiments remarquables et lieux de mémoire
- Union sportive municipale de Gagny.
- Emplacement de l'ancienne mairie.